# CouchSurfing

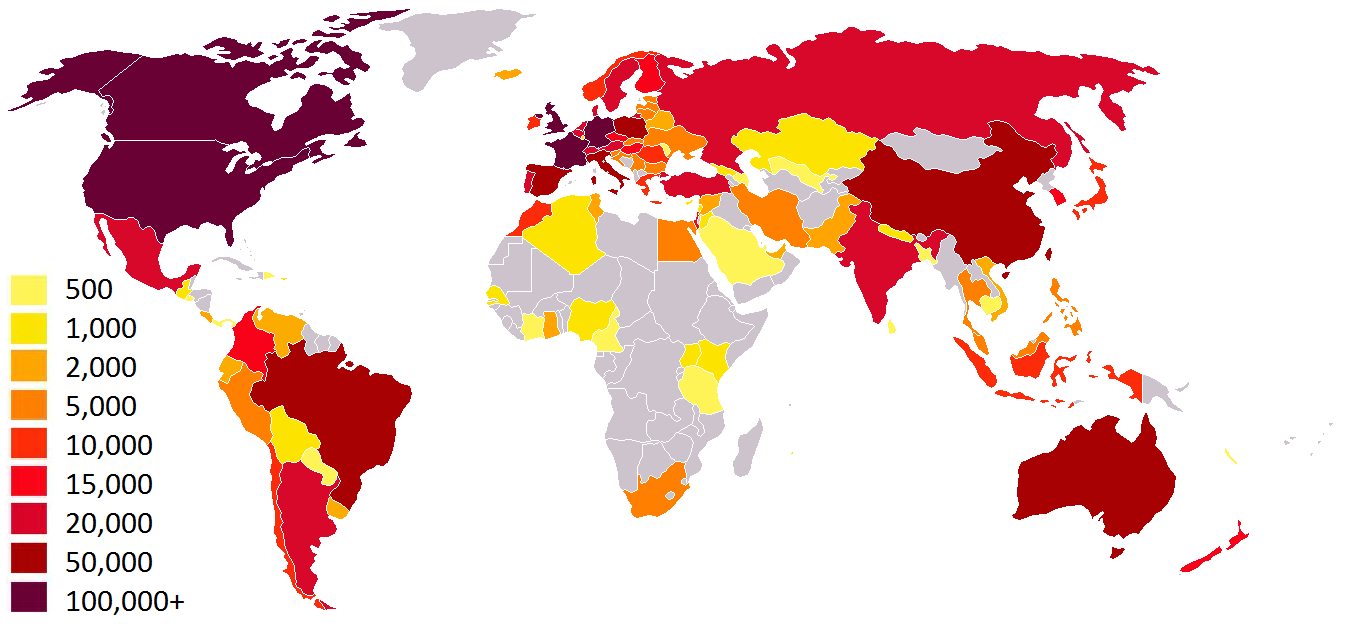
Overzichtskaart van het aantal CouchSurfers per land (voor landen met minimaal 500 CouchSurfers)

CouchSurfing is het grootste internationale, op internet gebaseerde gastvrijheidsnetwerk. In februari 2015 waren er ruim 9.000.000 leden. Leden kunnen andere leden vragen om overnachting, en men kan aangeven of men een slaapplek ter beschikking heeft voor andere mensen. Ook is het mogelijk om de site te gebruiken om simpelweg mensen te leren kennen op plekken waar men nog niemand kent.
Couch betekent zitbank, maar dat wil niet zeggen dat men altijd op een bank terechtkomt. Soms heeft men een eigen kamer, soms alleen een plek op de grond voor een matje, of een plek in de tuin voor een tentje. Waar men terechtkomt, staat gewoonlijk op de gebruikerspagina. Leden zijn niet verplicht zelf ook mensen onderdak te verschaffen, sommige mensen zijn immers voor langere tijd op reis of hebben geen plek voor gasten.
Gebruik van de app kost een klein bedrag per maand of jaar, maar gasten en hosts betalen elkaar niet. Na het ontmoeten kan men andere couchsurfers aan de lijst van vrienden toevoegen (met verschillende betrouwbaarheid) of een referentie achterlaten. Bij extreme gevallen van misbruik (zoals seksuele intimidatie) worden leden verwijderd.
Vergelijkbare initiatieven zijn Hospitality Club, BeWelcome en Pasporta Servo.